# Pelecanus occidentalis
Il pellicano bruno (Pelecanus occidentalis Linnaeus, 1766) è un uccello della famiglia Pelecanidae.

## Descrizione
È la più piccola tra le 8 specie appartenenti al genere Pelecanus. Ha una lunghezza compresa tra i 106 ed i 137 cm, un peso variabile tra i 2,75 kg ed i 5,5 kg ed un'apertura alare fino a 2,5 m.

## Biologia
Uccello di mare, pesca tuffandosi anche da 15 m di altezza.
Quando si tuffa, arrivando quasi a 60 km/h, tiene le ali aderenti al corpo ed il collo incurvato a S, cosicché la parte anteriore al suo corpo, provvisto di sacchi aerei, ammortizza in parte l'impatto del tuffo. Con l'onda d'urto provocata, stordisce i pesci nelle vicinanze, per poi catturarli col becco.
Questo metodo di caccia non è senza conseguenze: infatti, molti piccoli rimangono feriti o muoiono per l'impatto con l'acqua
La femmina depone 2-3 uova in un nido su un albero o sul terreno.

## Rappresentanze in cultura
Nel 1998, il direttore d'orchestra americano David Woodard eseguì un requiem per un pellicano bruno californiano su una spiaggia dove l'animale era caduto.

## Distribuzione e habitat
È diffuso negli Stati Uniti, Caraibi, Sudamerica, Isole Galapagos.
Il suo habitat sono le coste marine.

## Tassonomia

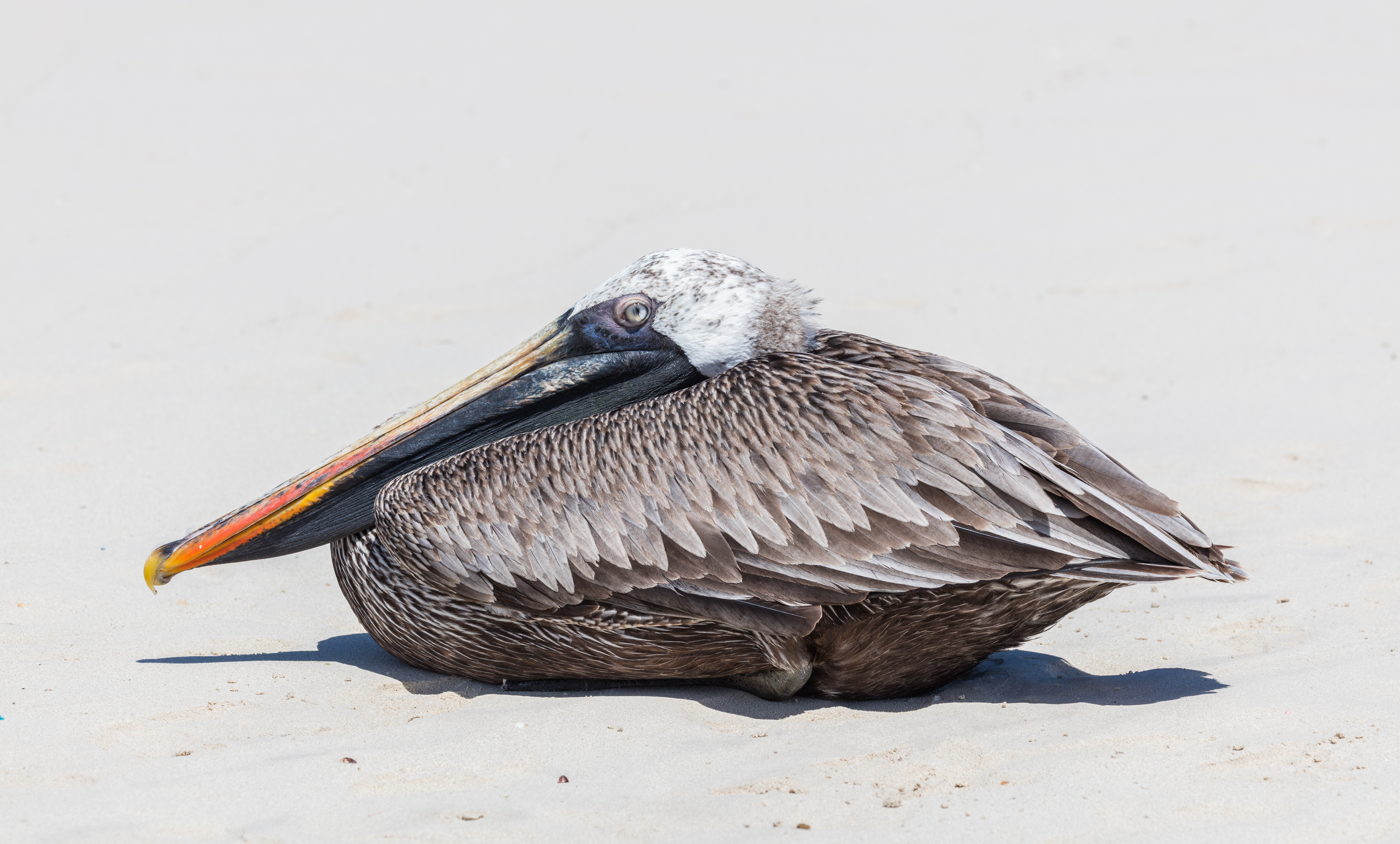
Un pellicano bruno fotografato sull'isola di Santa Cruz nelle Galápagos.

Sono classificate attualmente 5 sottospecie:
- Pelecanus occidentalis californicus Ridgway, 1884 - pellicano bruno della California
- Pelecanus occidentalis carolinensis J.F.Gmelin, 1789 - pellicano bruno orientale
- Pelecanus occidentalis occidentalis Linnaeus, 1766 - pellicano bruno dei Caraibi
- Pelecanus occidentalis urinator Wetmore, 1945 - pellicano bruno delle Galapagos
- Pelecanus occidentalis murphy Wetmore, 1945 - pellicano bruno del Pacifico